# The Divine Comedy
The Divine Comedy er en Popgruppe dannet af Neil Hannon. Gruppen stammer fra Storbritannien.

## Diskografi
- Casanova (1996)
- A short album about love (1996)
- Fin de siecle (1998)
- Regeneration (2001)
- Absent friends (2004)

| Musikgruppe | Spire Denne artikel om en britisk musikgruppe er en spire som bør udbygges. Du er velkommen til at hjælpe Wikipedia ved at udvide den. |